# Уорд, Бернард Эванс
Бернард Эванс Уорд (англ. Bernard Evans Ward; 1857, Лондон — 3 августа 1933, Акрон, США) — британский и американский художник.

## Биография и творчество
Бернард Эванс Уорд родился в 1857 году в Лондоне и был известным художником викторианской эпохи, получившим золотую медаль за некоторые из своих работ, выставленных в Королевском обществе британских художников [3]. В 1882 году, ещё будучи студентом Королевской академии художеств, он выиграл две серебряные медали. Затем Бернард Э. Уорд вместе с А. А. Кальдероном (1847—1911) основал Лондонскую художественную школу в Сент-Джонс-Вуд.
После того, как судебный процесс стоил ему состояния, он эмигрировал в США, где жил с 1913 года в Акроне недалеко от Кливленда (штат Огайо), где его дочь работала репортёром лондонской газеты, возможно, The Illustrated London News. Уорд быстро сделал себе имя портретиста. В начале 1920-х годов семья некоторое время жила во Флориде, прежде чем вернуться в Акрон, где Бернард Эванс Уорд умер в возрасте 76 лет в доме своей внучки.
Его работы выставлялись в Галерее искусств Уокера в Ливерпуле, в Королевском Бирмингемском обществе художников, Королевской шотландской академии, Королевской академии художеств и Королевском обществе британских художников.

## Галерея

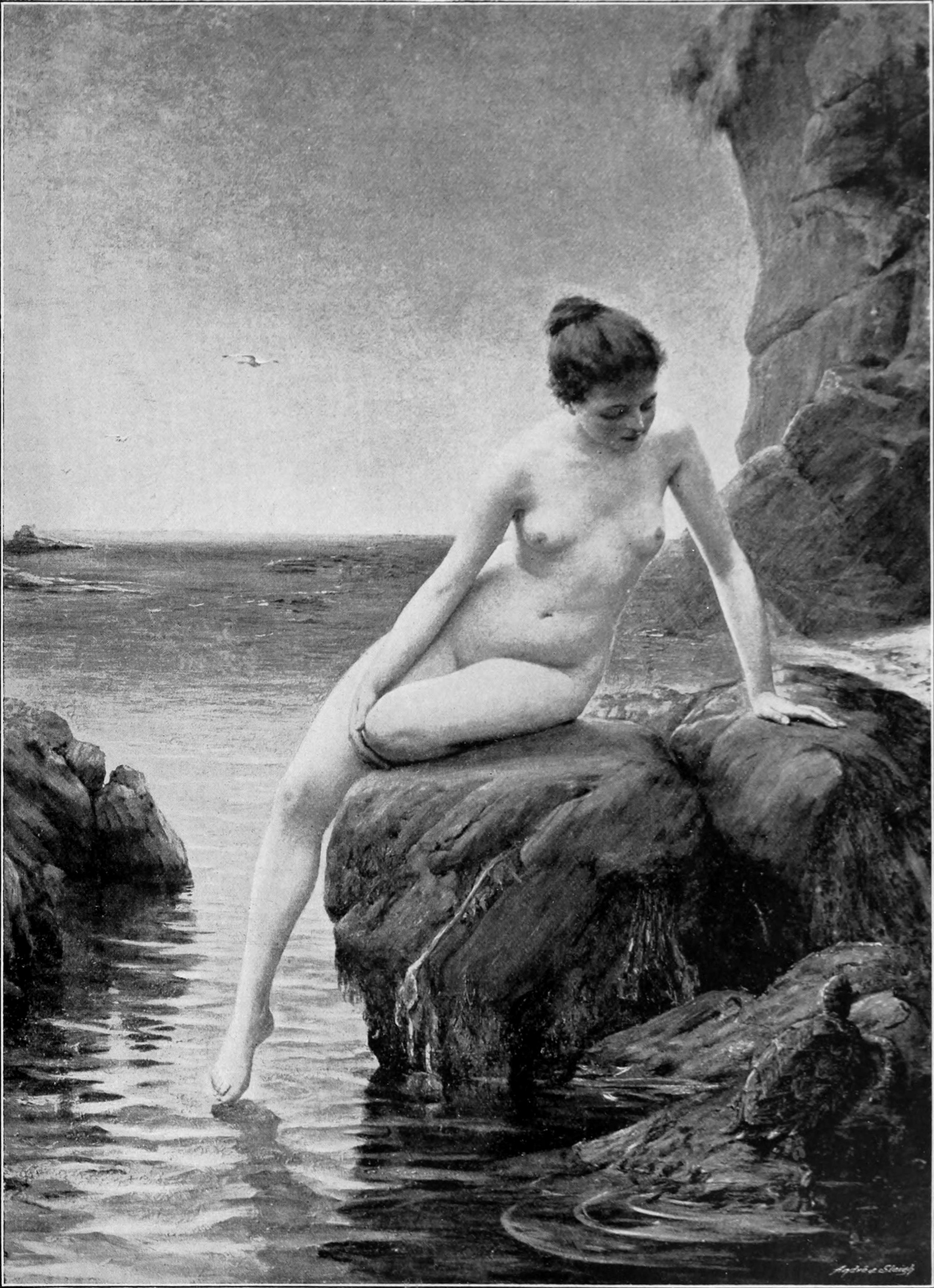
«Морская нимфа», 1894
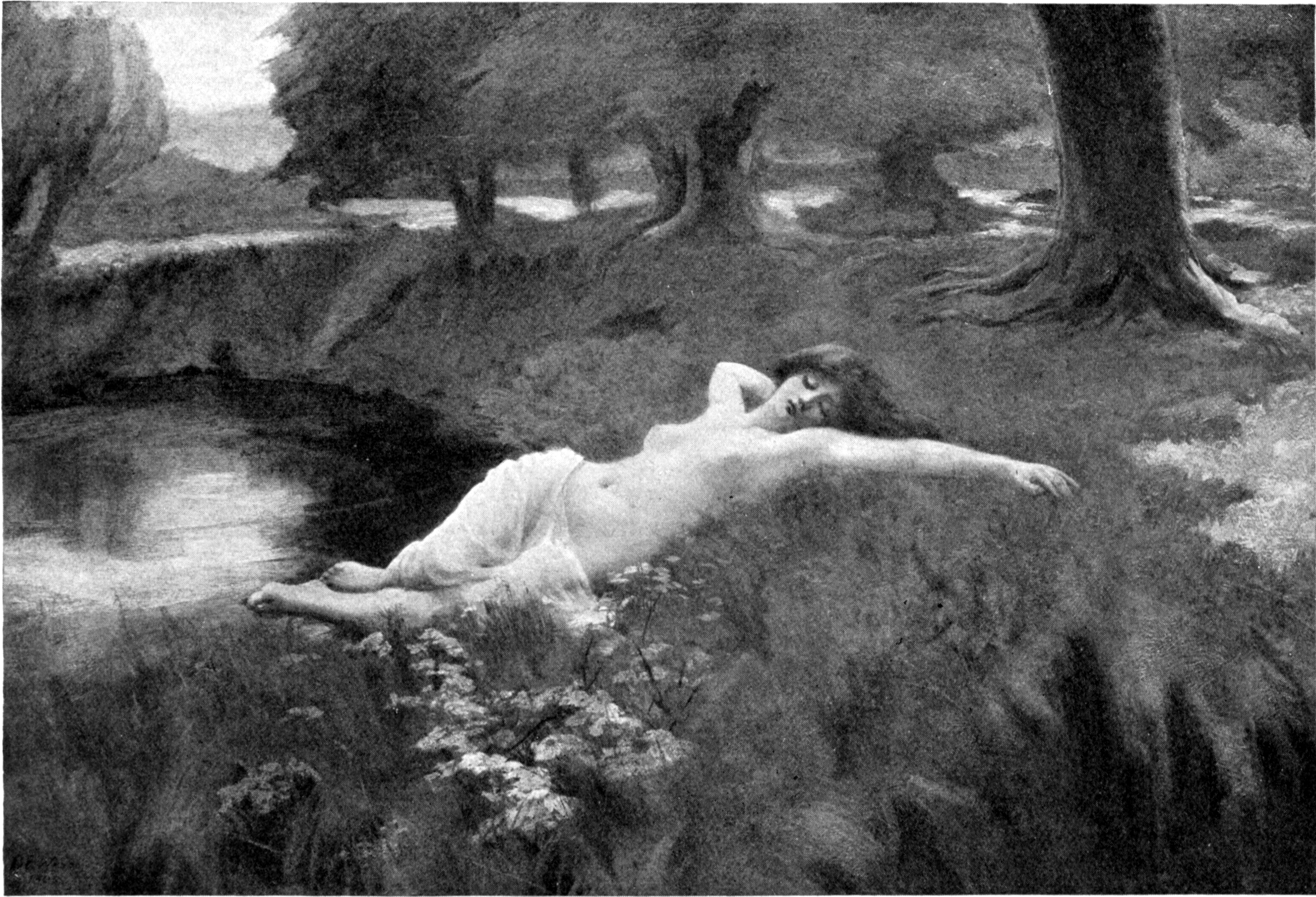
«Идунн», 1905
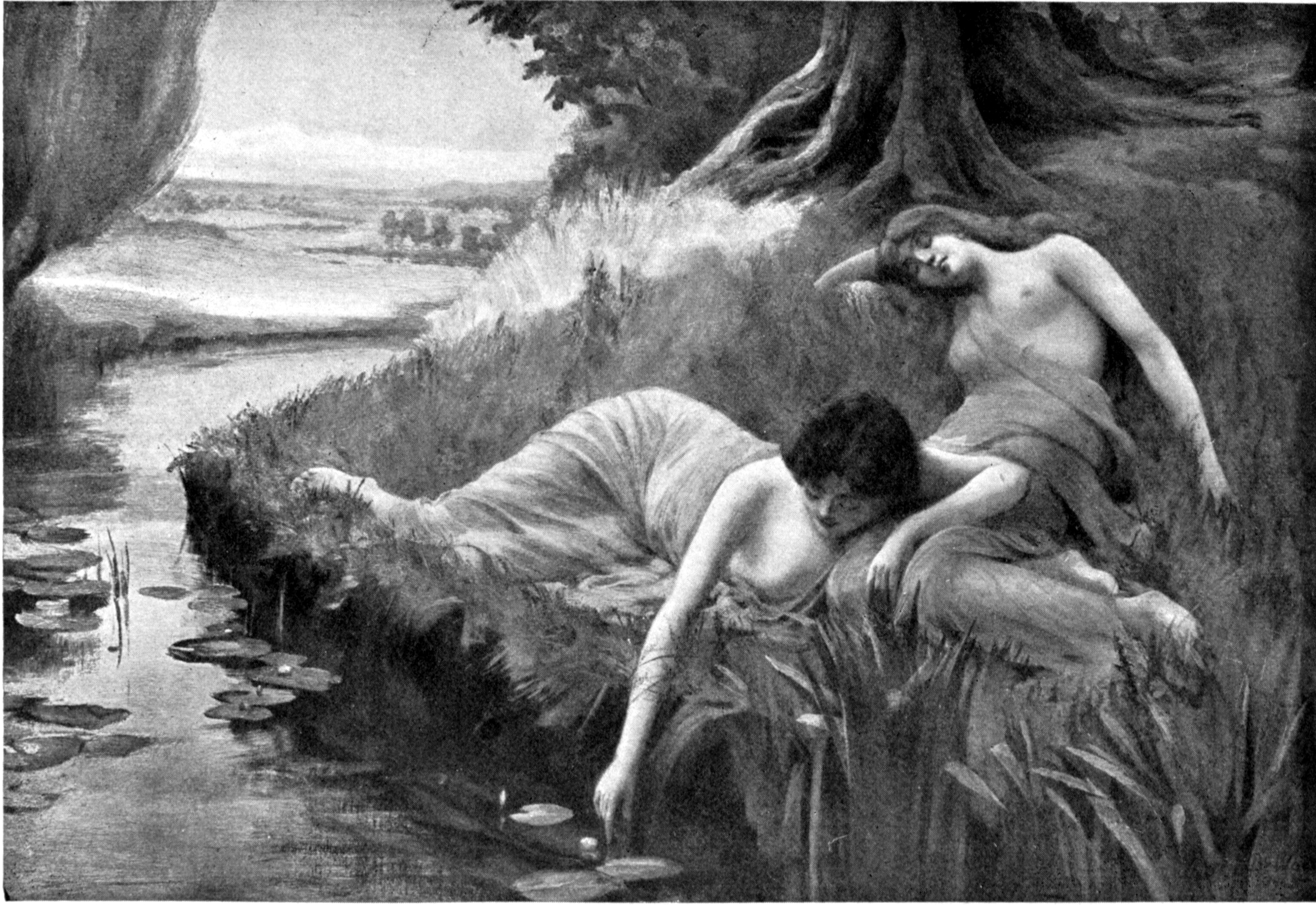
«Хульдры-нимфы», 1909